# Milwaukee (fiume)
Il Milwaukee River è un fiume che scorre interamente nello stato del Wisconsin. È lungo circa 167 chilometri. Una volta il  fiume percorreva zone industriali, ora attraversa zone prevalentemente residenziali. Nuovi condomini affollano ora il centro-città e il distretto portuale di Milwaukee che attrae giovani professionisti nella zona. Esso attraversa e costeggia anche numerosi parchi naturali. Nei giorni di bel tempo è un'attrazione per la città di Milwaukee. Kayak e barche da pesca si dividono il fiume con le barche da diporto. Su un esteso lungofiume nel centro di Milwaukee si incontrano battelli-ristorante, ristoranti e artisti di strada.

## Descrizione
Il fiume ha la sua sorgente nella Contea di Fond du Lac e scorre verso sud dopo Grafton fino al centro di Milwaukee ove si getta nel lago Michigan. I suoi affluenti principali sono il Cedar Creek, il Menomonee River e il Kinnickinnic River.

## Bacino

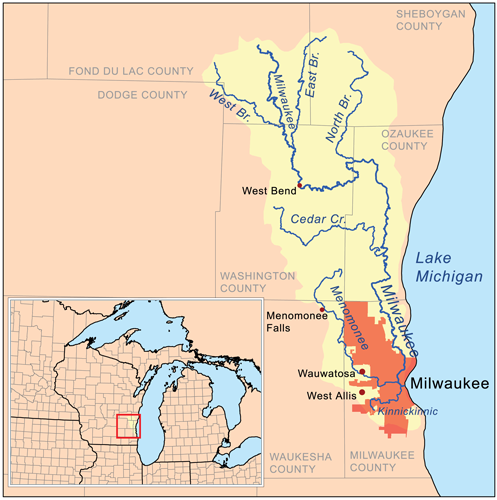
Mappa del bacino del fiume Milwaukee.

Il bacino del Milwaukee River si estende per 882 km2 nel sud-est del Wisconsin, includendo parti delle contee di Contea di Fond du Lac, Dodge, Milwaukee, Ozaukee, Sheboygan, Washington e Waukesha
Il bacino del fiume Milwaukee è parte del sub-bacino del Lago Michigan, che a sua volta è parte del bacino del  fiume San Lorenzo, alimentato dai Grandi Laghi.

## Storia
L'area del fiume Milwaukee, prima degli insediamenti europei, era popolata da Nativi americani. Jacques Marquette e Louis Jolliet navigarono dal lago Michigan attraverso il fiume Milwaukee sulla via per il fiume Fox e il Mississippi.
All'inizio del XIX secolo si formarono tre città tra le rive dei fiumi Milwaukee e Kinnickinnic:  Juneautown, fondata da Solomon Juneau, Walker's Point by George H. Walker and Kilbourntown by Byron Kilbourn.  La disputa sulla costruzione di un ponte attraverso il fiume Milwaukee fu il punto chiave nella decisione di fondere insieme le tre città in quella unica di Milwaukee nel 1846.

## Parchi

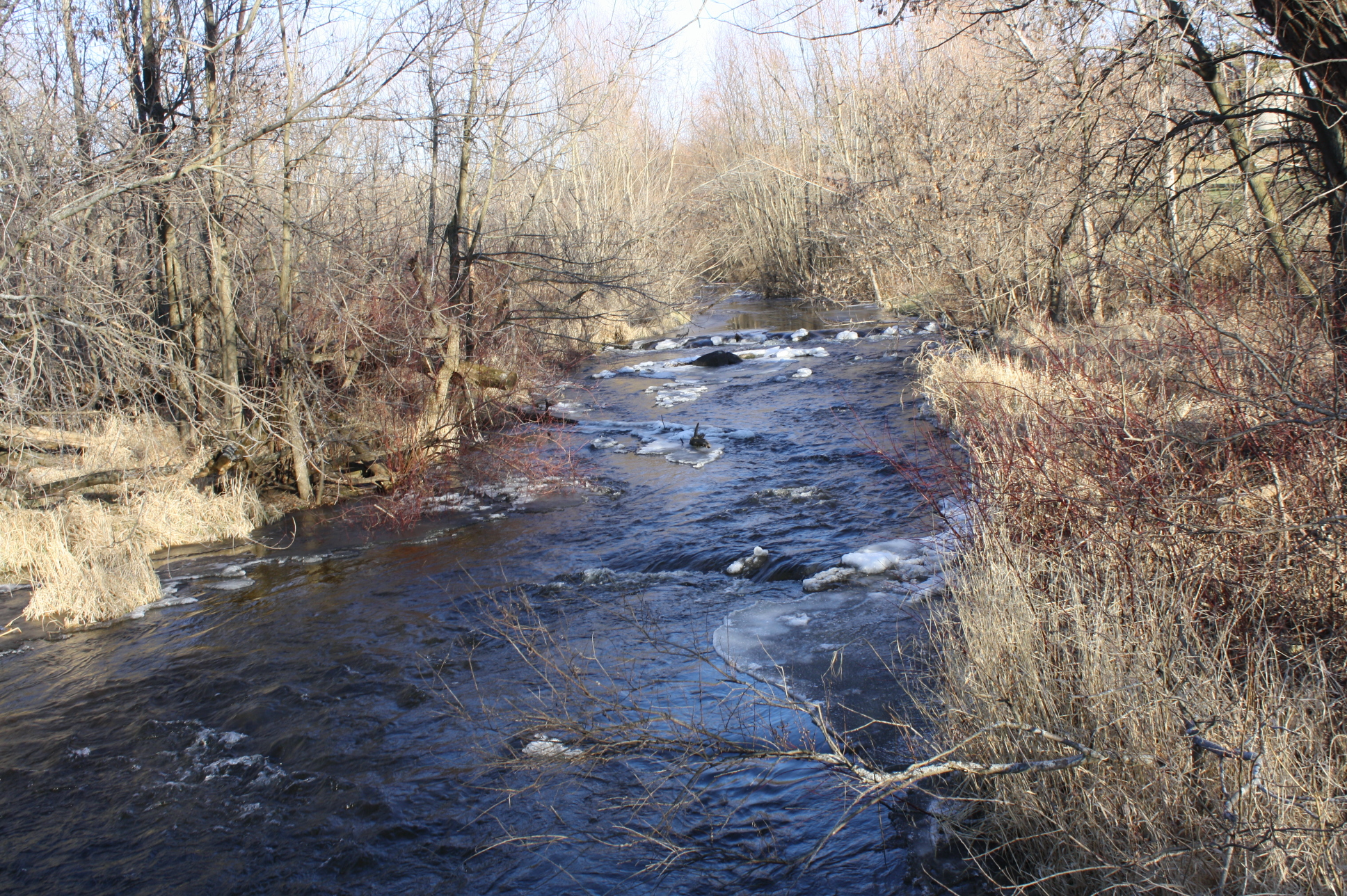
Il ramo orientale proprio ad ovest branch just west of New Fane

Vi sono numerosi parchi sulle rive del fiume Milwaukee; tra questi Gordon, Kern, Lincoln, Pere Marquette, Pleasant Valley e Riverside Park a Milwaukee, il Kletzsch Park a Glendale, come lo Hubbard Park e l'Estabrook Park a Shorewood.

## Sbarramenti
Vi sono inoltre numerosi sbarramenti lungo il fiume. La diga nello Estabrook Park, è continuamente oggetto di controversie. Alcuni residenti nella zona la vogliono ricostruita, mentre lo Stato del Wisconsin e i locali movimenti ambientalisti come la vorrebbero distrutta.